# Solana Matorral
Solana Matorral (auch: Jandía Playa oder Playa de Jandía) ist ein Ort auf der Kanarischen Insel Fuerteventura, Spanien. Er liegt auf der Halbinsel Jandía, die den südlichen Teil von Fuerteventura darstellt, und gehört wie Morro Jable zur Gemeinde Pájara. Solana Matorral ist ein Ortsteil von Morro Jable und hat 2.044 Einwohner (2011). Der Ort zählt zu den wichtigsten Touristenzentren der Insel.

## Geografie
Der Ort erstreckt sich über mehrere Kilometer entlang des Sandstrandes. Am Strand von Solana Matorral befindet sich ein Naturschutzgebiet, die Salzsteppe von Jandía. Entlang der Küstenstraße befinden sich diverse Geschäfte, Hotels und Appartement-Anlagen. Parallel zu dieser verläuft eine Strandpromenade, die sich entlang der Strände von Jandía bis nach Morro Jable erstreckt. Dabei passiert sie die Salzsteppe von Jandía und den Leuchtturm von Jandía. Mit einem gesicherten Radweg wird die Strandpromenade zudem von Läufern genutzt.

## Geschichte
Das erste Hotel entstand 1966. Gut zehn Jahre später existierten vier weitere Hotels in der Ortschaft. Der erste Robinson Club entstand 1972 an der Jandía Playa und war damit eine der ersten Möglichkeiten, einen Cluburlaub zu verbringen.

## Sehenswürdigkeiten

### Leuchtturm

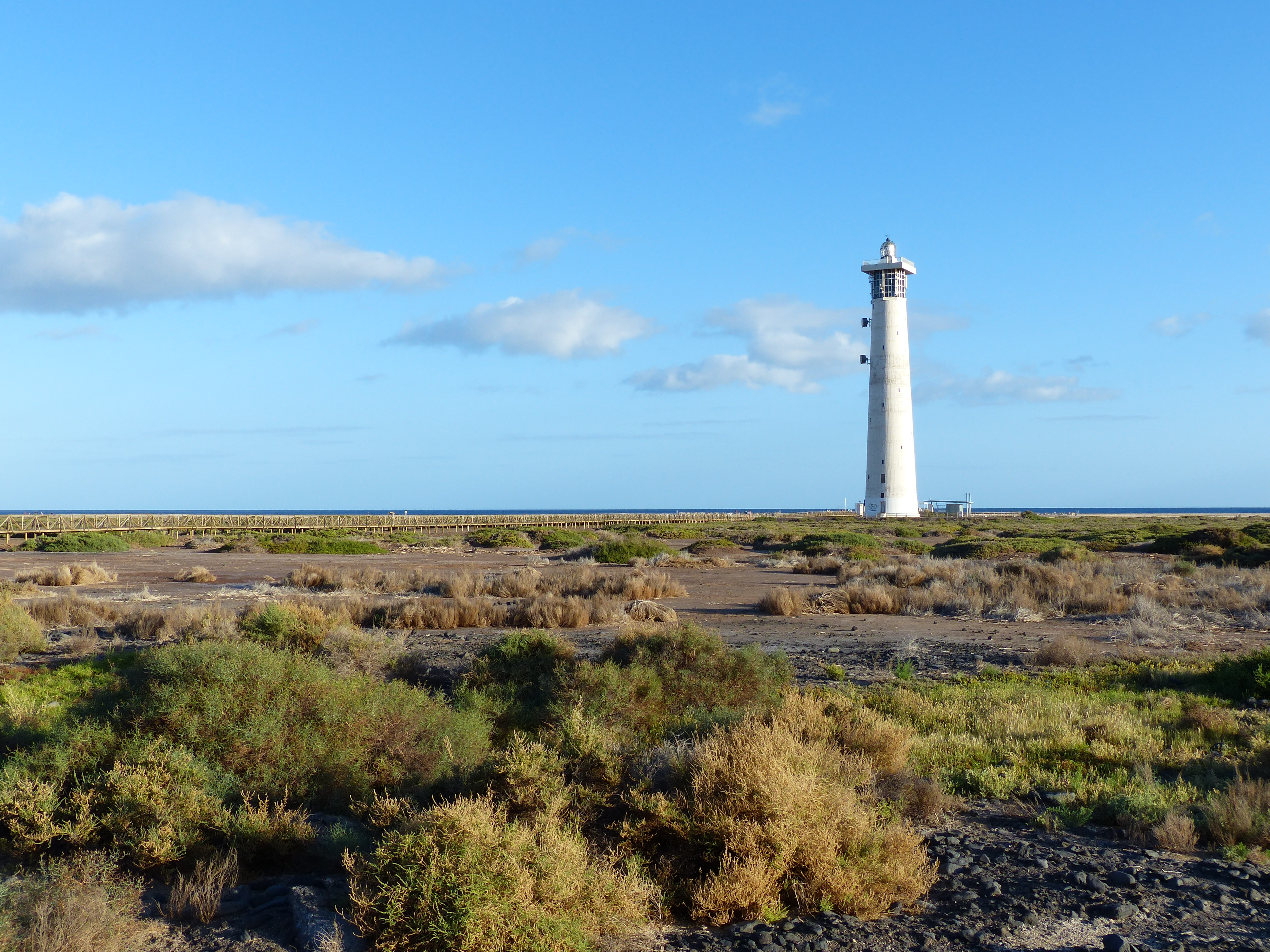
Leuchtturm und Salzsteppe von Jandía

Der Leuchtturm von Solana Matorral befindet sich an der Spitze der Halbinsel Punta de Jandía im Bereich der Strände Sotavento, Matorral und dem Strand von Jandía. Es handelt sich um einen modernen Leuchtturm, der den Fischer- und Handelsbooten als Orientierung dient. Der Standort des Leuchtturms ist von der Salzsteppe von Jandía umgeben.

### Salzsteppe von Jandía
Bei der Salzsteppe von Jandía handelt es sich um ein Naturschutzgebiet. Durch die Gezeiten wird das Gelände überflutet. Dadurch bilden sich Tümpel, in denen durch die Verdunstung bedingt das Meersalz zurückbleibt und sich Salzlaken bilden. Die Salzsteppe von Jandía zählt zu den größten Salinen der Kanaren. Der Zugang zu diesem Naturschutzgebiet ist nur beschränkt möglich.

### Pottwal-Skelett

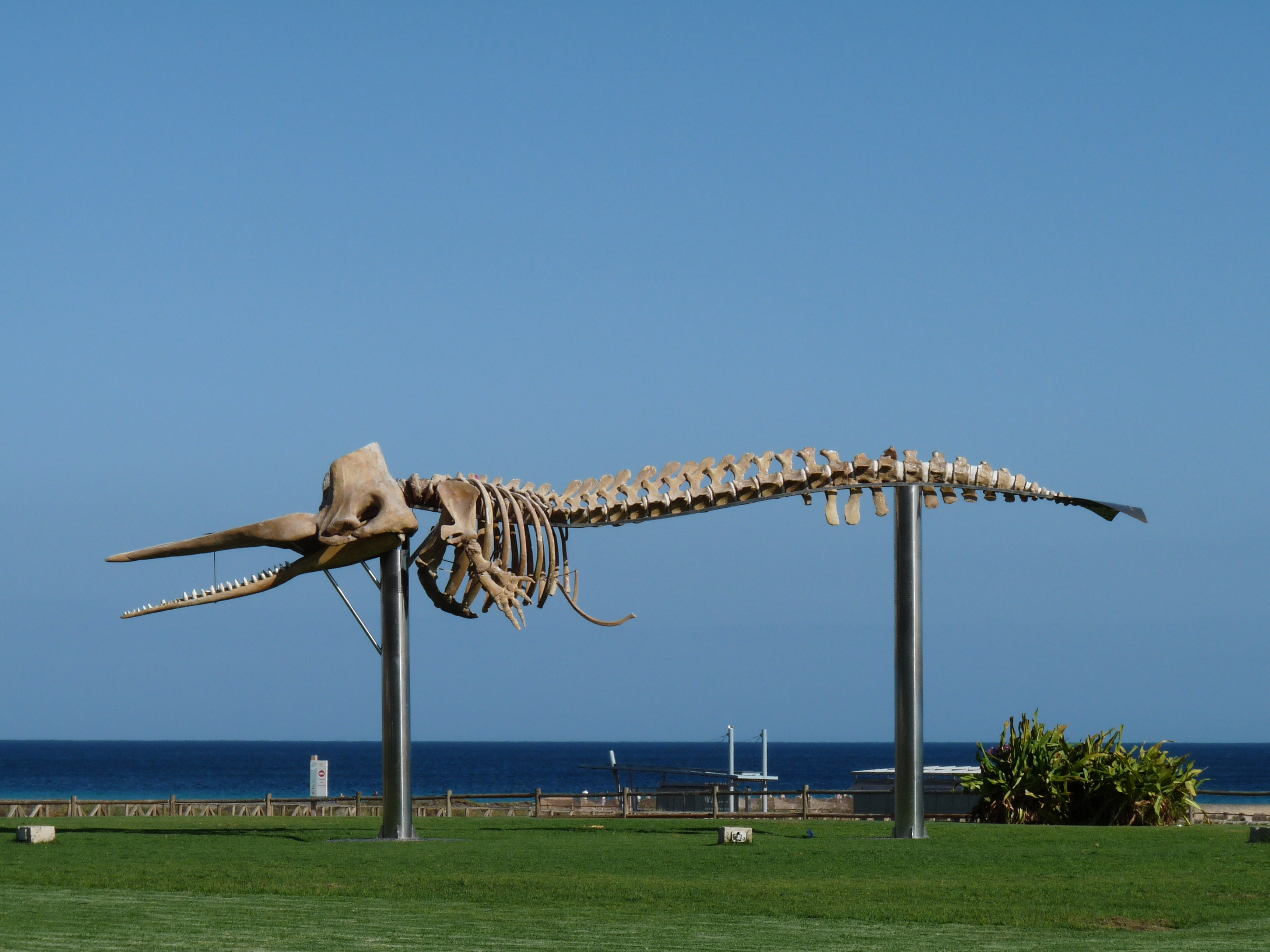
Skulptur eines Pottwal-Skeletts

Im Jahr 2005 strandete ein 15 Meter langer Pottwal bei Matas Blancas an der Costa Calma. Die Gesellschaft zur Erforschung der kanarischen Meeressäuger SECAC (Sociedad para el Estudio de los Cetáceos en el Archipiélago Canario) nahm das Skelett des Meeressäugers in das Projekt Senda de los Cetáceos (Weg der Meeressäuger) auf, das seit dem Jahr 2000 die Skelette von etwa einem Dutzend Walen und Delfinen an markanten Orten Fuerteventuras auszustellen plant. Bis dahin wurden die Skelette eines 19 Meter langen Finnwals südlich des Flughafens in Salinas del Carmen sowie eines etwa sechs Meter langen Cuvier-Schnabelwal an der südlichsten Landspitze am Leuchtturm der Punta de Jandía errichtet. Das 14,5 Meter lange Skelett des Pottwals wurde an der Avenida del Saladar in der Nähe des Leuchtturms von Jandía Playa aufgestellt. Im November 2011 wurde das Skelett Opfer von Vandalismus, wobei eine Flosse abgebrochen und einige Zähne aus dem Kiefer entfernt wurden. Es wird vermutet, dass das Ziel des Vandalismus der Diebstahl von Elfenbein der Zähne des Meeressäugers war. Allerdings hatten die Restauratoren bereits vor der Aufstellung des Skeletts die Zähne durch entsprechende Nachbildungen ersetzt. In Reiseführern wird bei dem Skelett von einem „ökologischen Mahnmal“ gesprochen.